# Palanca (fortificación)

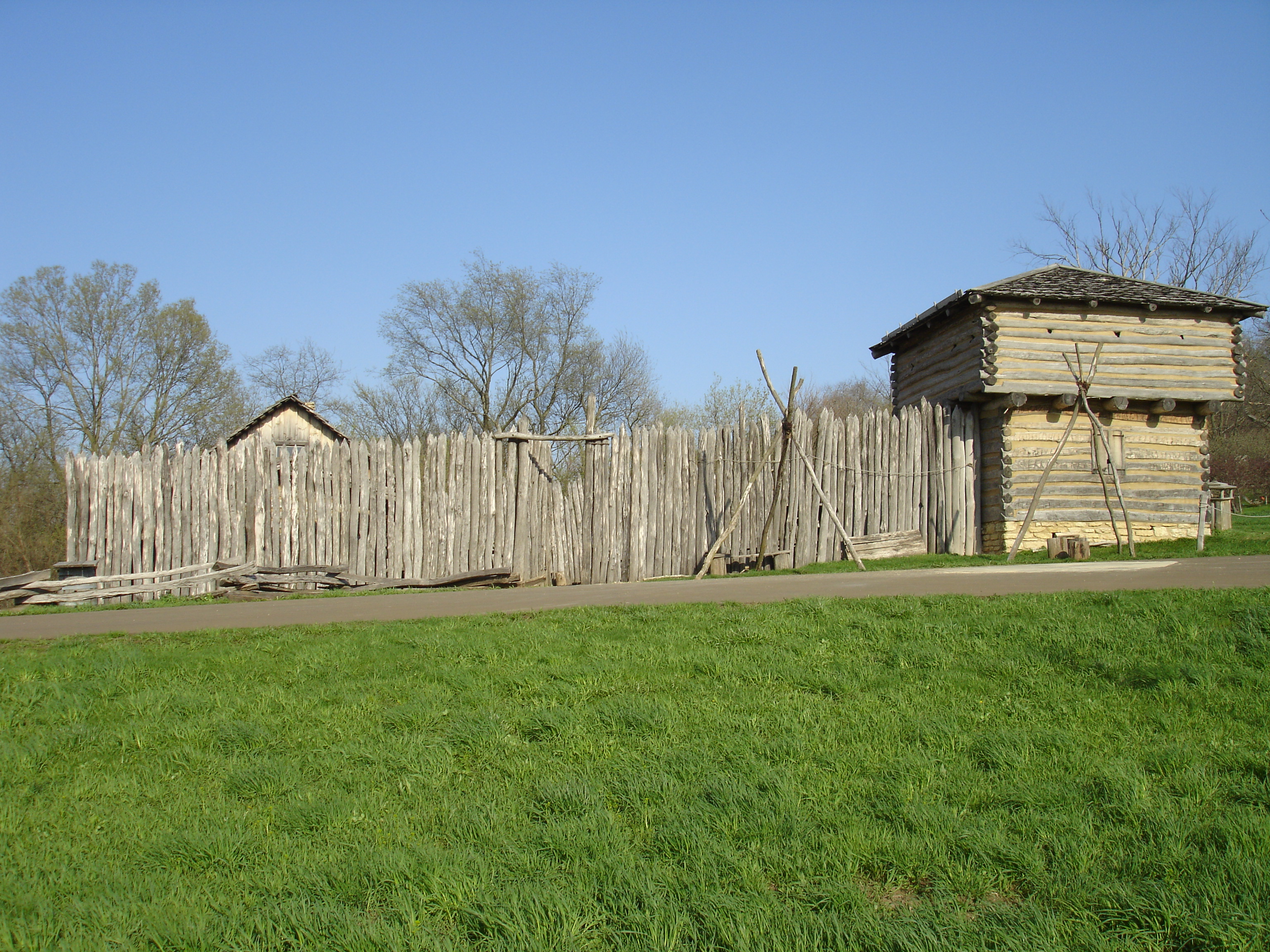
Réplica de una palanca en Illinois, USA

Se llama palanca a una especie de fortificación poco considerable que generalmente se emplea en las obras exteriores de una plaza. 
Se forma con tierra y estacas. Entre los turcos tenía más consideración esta obra, pues la construían con troncos de árboles nuevos, plantados muy cerca unos de otros, entrelazando las ramas, que cubrían después con tierra o lodo pegajoso. A veces, esta clase de fortificación tenía foso y puente levadizo y su amplitud era bastante espaciosa.